# 原仇县
原仇县，中国古县名。
隋朝开皇十六年（596年），析石艾县置，治所在今山西省盂县。属辽州。大业二年（606年），改为盂县。 